# Jack Reacher
Jack Reacher, originalmente titulada One Shot (titulada Jack Reacher: Bajo la mira en Hispanoamérica) es una película de acción y suspense estadounidense de 2012 escrita y dirigida por Christopher McQuarrie. Se trata de una adaptación de la novela Un disparo, escrita por Lee Child y está protagonizada por Tom Cruise como el personaje principal. Entró en producción en octubre de 2011 y concluyó en enero de 2012. Fue filmada en su totalidad en Pittsburgh, Pensilvania.
El estreno original de la película en los Estados Unidos, fue previsto para el 15 de diciembre de 2012, pero se retrasó después de la masacre de la Escuela Primaria de Sandy Hook el 14 de diciembre de ese mismo año. Finalmente, se estrenó en América del Norte el 21 de diciembre y en el Reino Unido el 26 de diciembre de 2012.

## Argumento
En Pittsburgh, un francotirador asesina a cinco personas aparentemente al azar. Las pruebas incriminan rápidamente a James Barr, un ex francotirador del ejército, quien, antes de caer en coma tras ser atacado en prisión, escribe una única nota: “Consigue a Jack Reacher”.
Jack Reacher, exoficial de la Policía Militar, aparece inesperadamente. Aunque tiene un pasado turbio con Barr, decide investigar cuando empieza a dudar de su culpabilidad. Trabaja junto a Helen Rodin, abogada defensora e hija del fiscal del distrito, quien busca asegurar un juicio justo para Barr.
A medida que Reacher profundiza en la investigación, encuentra que las pruebas contra Barr son demasiado perfectas y convenientes. Descubre una conspiración en la que una de las víctimas era el verdadero objetivo: Oline Archer, propietaria de una empresa de construcción que se oponía a una adquisición fraudulenta. Las otras muertes solo fueron para encubrir el asesinato.
Reacher revela que Barr fue manipulado por un asesino a sueldo, Charlie, quien cometió los crímenes mientras incriminaba a Barr con ayuda de cómplices, incluido el detective Emerson. Tras una serie de enfrentamientos, Reacher elimina a los responsables y exculpa a Barr, quien no recuerda nada de los hechos pero teme que Reacher cumpla una vieja promesa de matarlo si volvía a asesinar.
La película concluye con Reacher dejando la ciudad, dispuesto a intervenir nuevamente si la justicia falla.

## Reparto
| Actor                 | Personaje      |
| --------------------- | -------------- |
| Tom Cruise            | Jack Reacher   |
| Rosamund Pike         | Helen Rodin    |
| Richard Jenkins       | Alex Rodin     |
| Werner Herzog         | Zec            |
| David Oyelowo         | Calvin Emerson |
| Jai Courtney          | Charlie        |
| Joseph Sikora         | James Barr     |
| Alexia Fast           | Sandy          |
| Michael Raymond-James | Linsky         |
| Robert Duvall         | Martin Cash    |
| Vladimir Sizov        | Vlad           |
| Josh Helman           | Jeb            |
| James Martin Kelly    | Rob Farrior    |
| Nicole Forester       | Nancy Holt     |

## Producción

### Desarrollo
Se han realizado intentos de adaptar la Serie de novelas de Jack Reacher del autor Lee Child en una película desde que el personaje debutó en 1997   Killing Floor . Después de ser  opción sin éxito a  PolyGram y posteriormente a New Line Cinema, Paramount Pictures y Cruise / Wagner Productions adquirió los derechos cinematográficos en 2005. El guionista Josh Olson fue contratado para adaptar la novela más reciente de Child en la serie Reacher, Un disparo (2005). En julio de 2010, Christopher McQuarrie, quien previamente colaboró con Cruise / Wagner Productions en la película de 2008 " Valkyrie", firmó para reelaborar el guion de Olson y finalmente dirigir la película.

### Reparto
En junio de 2011, Tom Cruise estaba en conversaciones para interpretar el papel de Jack Reacher. Al mes siguiente, Cruise cerró un trato con los estudios y firmó por el papel. Algunos fanáticos de la serie de novelas se hicieron oír sobre el casting de Cruise debido a que la altura del actor no coincide con la descripción de Reacher en las novelas. Al explicar la decisión del reparto, el autor Lee Child dijo que sería imposible encontrar un actor adecuado para interpretar al gigante Reacher y recrear la sensación del libro en la pantalla, y que Cruise tenía el talento para ser un Reacher efectivo. Child también dijo: "El tamaño de Reacher en los libros es una metáfora de una fuerza imparable, que Cruise retrata a su manera." Sobre la estatura relativamente pequeña de Cruise, Child dijo: "Con otro actor podrías obtener el 100% de la altura, pero solo el 90% de Reacher. Con Tom, obtendrás el 100% de Reacher con el 90% de la altura".
Después del casting de Cruise, Rosamund Pike fue elegida como la protagonista femenina. Otras actrices que compitieron por el papel fueron Hayley Atwell y Alexa Davalos. En septiembre de 2011, el elenco principal estaba comprometido con la contratación de David Oyelowo, Richard Jenkins, Jai Courtney y Robert Duvall. Werner Herzog, conocido principalmente por su trabajo como director, completó el elenco en octubre de 2011 cuando firmó para interpretar al villano principal de la película.
En abril de 2017, Dwayne Johnson reveló que estaba en la carrera para interpretar a Jack Reacher antes de que Cruise fuera contratado.
En una entrevista de 2018, dos años después del lanzamiento en 2016 de  la secuela, Child estuvo de acuerdo en que los lectores tenían razón en sus críticas, afirmando:

Realmente disfruté trabajar con Cruise. Es un tipo muy, muy agradable. Tuvimos un montón de diversión. Pero, en última instancia, los lectores tienen razón. El tamaño de Reacher es realmente importante y es un gran componente de quién es ... Entonces, lo que he decidido hacer es que no habrá más películas con Tom Cruise. En cambio, lo llevaremos a Netflix o algo así. Televisión de larga duración, con un actor completamente nuevo. Estamos reiniciando y comenzando de nuevo e intentaremos encontrar al tipo perfecto.

### Rodaje
La producción de la película comenzó en octubre de 2011 y se completó en enero de 2012. Cruise realizó todas sus propias acrobacias de conducción durante la secuencia de persecución de automóviles característica de la película. "Para mí, la acción es algo muy divertido de filmar. El desafío en la mayoría de las persecuciones de autos es que estás tratando de ocultar el hecho de que no es el actor quien conduce", dijo McQuarrie. "El desafío aquí fue exactamente lo opuesto. Estábamos tratando de encontrar una manera de demostrar que siempre era Tom quien conducía. Literalmente conduce en cada secuencia de acrobacias".
En febrero de 2012, Kevin Messick, uno de los productores ejecutivos de la película, demandó a Don Granger y Gary Levinsohn, otros dos productores, por incumplimiento de contrato por un acuerdo de empresa conjunta, alegando que había "ayudó a desarrollar la película, renovó las opciones de Paramount por los derechos del libro y participó en la búsqueda de un guionista", pero a partir de julio de 2010, se había quedado fuera de las reuniones con el guionista y el estudio y no se le dieron ciertos borradores del guion mientras estaba en desarrollo. Messick está demandando por "daños no especificados, los honorarios de su productor y el derecho a participar en las próximas secuelas".

## Distribución

### Marketing
El  tráiler de "Jack Reacher" se lanzó oficialmente en el cumpleaños de Cruise, 3 de Julio del 2012.

### Estreno en cines
Jack Reacher , entonces titulado  One Shot , originalmente estaba programado para ser lanzado en febrero de 2013. En marzo de 2012, Paramount Pictures adelantó la fecha de lanzamiento al 21 de diciembre de 2012, con la esperanza de capitalizar el éxito de taquilla de "Misión imposible: Protocolo fantasma" de Cruise, que fue lanzado en un momento similar en 2011. La nueva fecha de lanzamiento de la película retrasó el lanzamiento de   Guerra mundial Z  seis meses atrás.
La película se estrenó en los mercados norteamericanos el 21 de diciembre de 2012, con un estreno inicialmente planeado para el megaplex SouthSide Works de Pittsburgh el 15 de diciembre de 2012, al que asistieron las estrellas de la película y Lee Child.
El 15 de diciembre de 2012, Paramount Pictures anunció que pospondría indefinidamente la proyección del estreno de la película en Pittsburgh, Pensilvania, por respeto a las familias de las víctimas del tiroteo en la escuela primaria Sandy Hook, que había ocurrido el día anterior. La escena de apertura muestra a un francotirador disparando a personas, incluida una mujer que sostiene a una niña pequeña, y un punto apuntando la mira directamente hacia ella. El director y guionista McQuarrie apoyó la decisión y dijo que él y Cruise insistieron en ello:
Nadie debería estar celebrando nada 24 horas después de un trágico evento como ese. Lo pensamos largo y tendido. Este no fue un juicio rápido, porque queríamos retribuir a la ciudad de Pittsburgh [teniendo el estreno allí], porque fueron geniales con nosotros .